# Liquid Spins
liquid spins es una aplicación reproductora de medios, desarrollada por MAXD. Se utiliza para reproducir y descargar; audio digital en computadoras personales y teléfonos inteligentes que utilizan los más populares sistemas operativos. liquid spins está disponible en la Play Store de Google, así como en la App android.
liquid spins, Inc. fue incorporada bajo las leyes del Estado de Colorado, el 20 de junio del 2009, bajo el nombre de: “Malemark, Inc.”
A través de la Tienda de Liquid Spins, los usuarios pueden comprar y descargar música en formato estandarizado MP3, utilizado por prácticamente todos los dispositivos digitales de música, así como por la mayoría de teléfonos inteligentes: iPods, iPads, Zunes, y muchos reproductores de CD, así como por prácticamente todas las computadoras y tabletas, capaces de reproducir archivos MP3; puesto que básicamente los archivos de música mp3 son compatibles con: iTunes, Windows Media Player, y todos los reproductores musicales.
Con liquid spins, es posible disfrutar de entre más de Un Millón de canciones disponibles para descargar, así como ofrecer productos tales como: playeras, pósteres, y más.
Las canciones y álbumes pueden ser descargados a: Mac, PC, y dispositivos móviles.